# Antonio Kim Song-u
Antonio Kim Song-u (Gusan, 1795 – Tangkogae, 29 aprile 1841) è stato un cattolico coreano, martire per la fede.
Beatificato il 5 luglio 1925 da papa Pio XI.
Fu proclamato santo da papa Giovanni Paolo II nel 1984 insieme a 104 santi martiri coreani che vengono ricordati il 29 aprile.

## Biografia
Nato a Gusan, Corea del Sud, nel 1795, Antonio Kim Song-u si convertì al cattolicesimo ed iniziò ad ospitare in casa sua i fedeli della comunità cattolica per pregare e leggere le Sacre Scritture.
Dopo l'editto emanato da re Sunjo nel 1802 seguirono stragi di cristiani, che esplosero definitivamente nel 1839. Nello stesso anno venne ucciso Giuseppe Chang Sŏng-jib, fratello di Antonio.
Nel 1841 Kim Song-u venne arrestato e incarcerato senza un regolare processo.
Il 29 aprile 1841, fu ucciso per strangolamento nel carcere a Tangkogae.
Insieme a suo fratello Giuseppe venne poi incluso nel gruppo dei martiri coreani capeggiati da Andrea Kim Taegon.
Venne beatificato il 5 luglio 1925 da papa Pio XI.
Venne canonizzato il 6 maggio 1984 da papa Giovanni Paolo II.

## Culto
Secondo il Martirologio Romano il giorno dedicato al santo è il 29 aprile:
(Martirologio Romano)